# 矢川 (東京都)

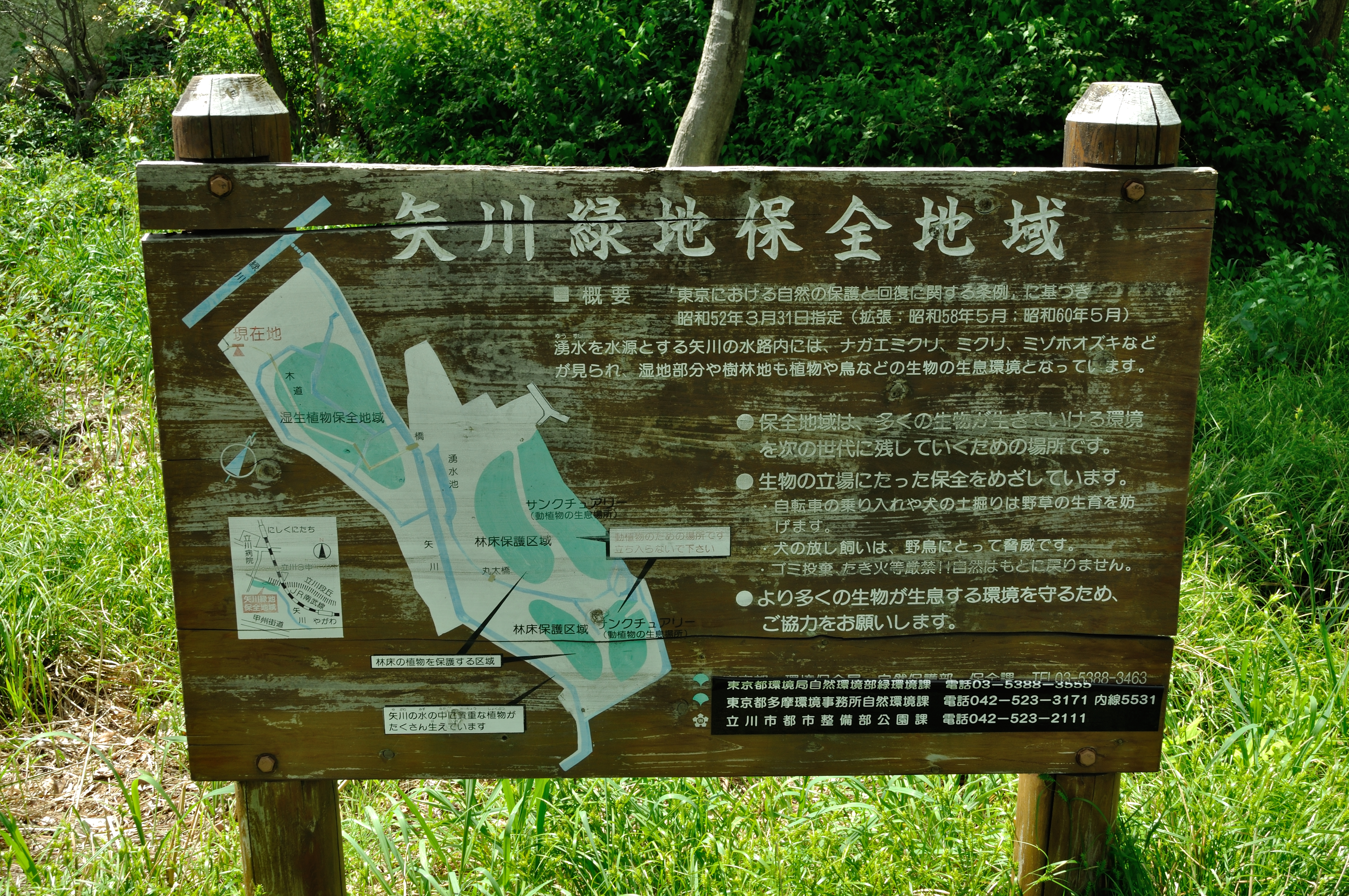
矢川緑地

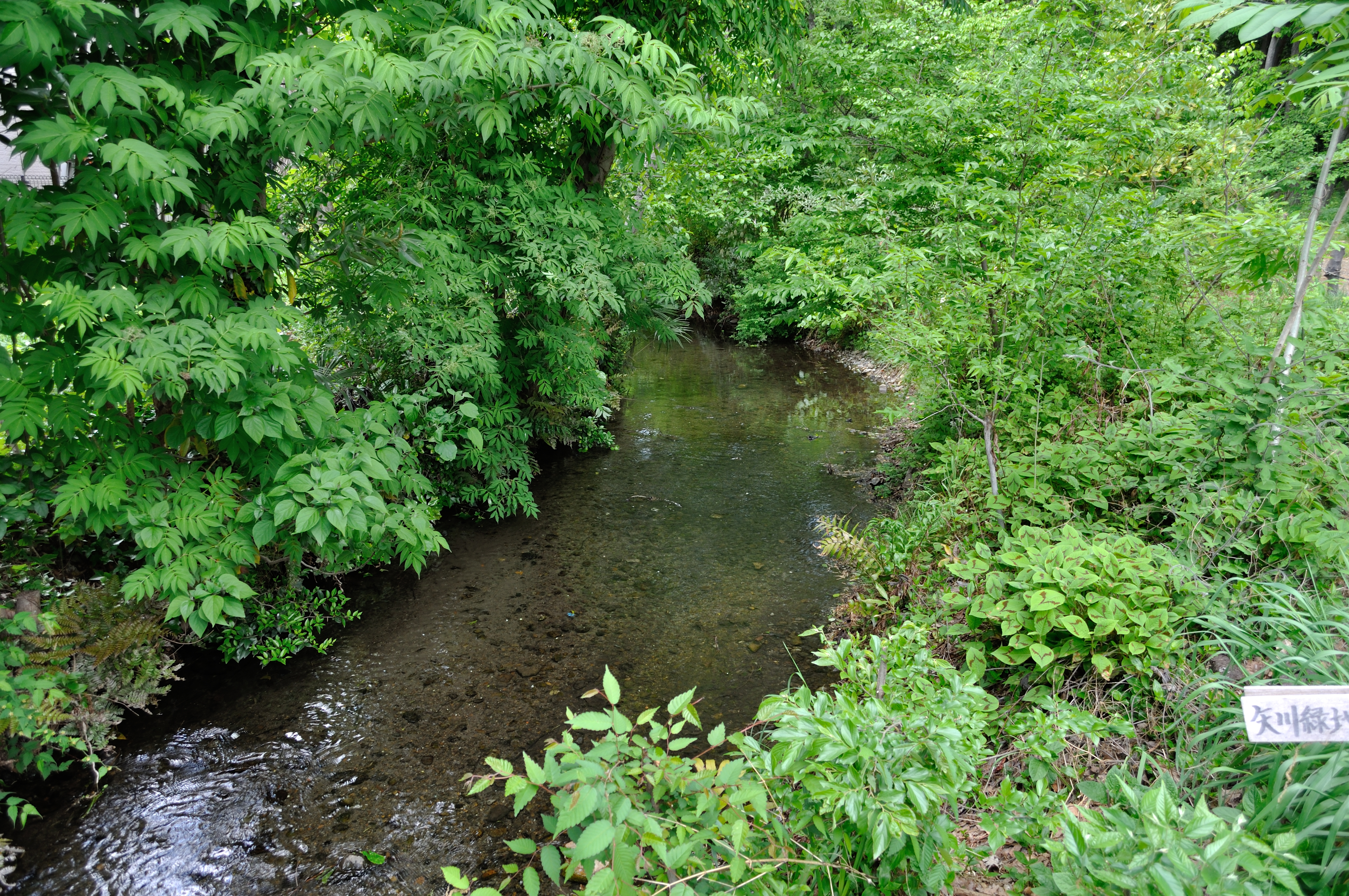
矢川緑地

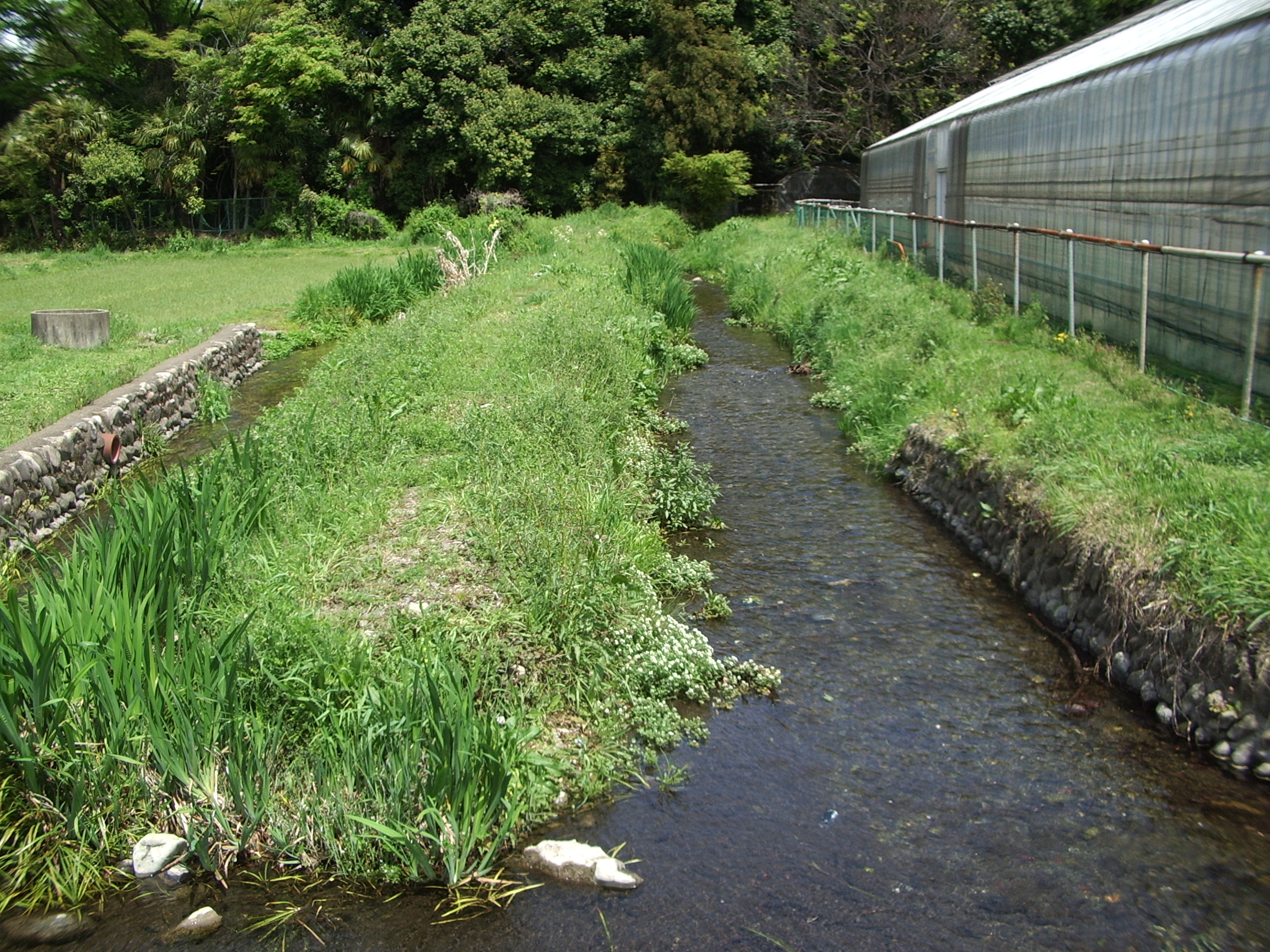
矢川おんだし

矢川（やがわ）は、東京都立川市と国立市を流れる河川。
市街地にありながら湧水を主体とした、小規模で清らかな流れである。

## 概要
南武線矢川駅の由来となっている。また国立市の町名の一つにもなっている（矢川 (国立市)を参照）。
現在の起点は立川市羽衣町の矢川弁財天付近。
そこから青柳大通りを東へくぐり、矢川緑地保全地域に入る。
その後住宅地を縫いつつ国立市立国立第六小学校の縁をなめ、甲州街道を南へ越え、府中用水の分流である谷保分水に合流する。合流点は「矢川おんだし」と呼ばれている。